# 546
Раннє Середньовіччя. Триває чума Юстиніана. У Східній Римській імперії триває правління Юстиніана I. Візантія веде війну з Остготським королівством за Апеннінський півострів. Франкське королівство, розділене на частини між синами Хлодвіга. Іберію займає Вестготське королівство, у Тисо-Дунайській низовині лежить Королівство гепідів. В Англії розпочався період гептархії.
У Китаї період Північних та Південних династій. На півдні править династія Лян, на півночі — Східна Вей та Західна Вей. В Індії правління імперії Гуптів. В Японії триває період Ямато. У Персії править династія Сассанідів.
На території лісостепової України в VI столітті виділяють пеньківську й празьку археологічні культури. VI століття стало початком швидкого розселення слов'ян. У Північному Причорномор'ї співіснують різні кочові племена, зокрема гуни, сармати, булгари, алани, авари.

## Події
- Остготи на чолі з Тотілою взяли в облогу Рим і захопили його 17 грудня, підкупивши візантійський гарнізон. Візантійський полкводець Велізарій намагається покинути місто, але остготський флот перехоплює візантійські кораблі в гирлі Тибру.
- Тотіла розграбував Рим, зніс його укріплення і відійшов на південь Італії.
- Королем лангобардів після смерті Валтарія став Алдуїн. Візантійський імператор Юстиніан I підмовив його піти походом походом на гепідів.
- Папа Римський Вігілій прибув у Константинополь для розв'язання конфлікту з візантійським імператором Юстиніаном I. Тотіла послав до Юстиніана майбутнього Папу Пелагія.